# The Hurricane Express
Pour plus de détails, voir Fiche technique et Distribution.
The Hurricane Express est un serial américain réalisé par J. P. McGowan et Armand Schaefer, sorti en 1932.

## Synopsis
Larry Baker cherche à démasquer le responsable de nombreux accidents de trains, dont celui qui a coûté la vie à son père...

## Liste des épisodes
1. The Wrecker
2. Flying Pirates
3. The Masked Menace
4. Buried Alive
5. Danger Lights
6. The Airport Mystery
7. Sealed Lips
8. Outside the Law
9. The Invincible Army
10. The Wrecker's Secret
11. Wings of Death
12. Unmasked

## Fiche technique
- Titre original : The Hurricane Express
- Réalisation : J. P. McGowan et Armand Schaefer
- Scénario : George Morgan (en), J. P. McGowan, Harold Tarshis
- Photographie : Ernest Miller, Carl Wester
- Son : George Lowerre
- Montage : Ray Snyder
- Musique : Lee Zahler (en)
- Production : Nat Levine
- Société de production : Mascot Pictures
- Société de distribution : Mascot Pictures
- Pays de production :  États-Unis
- Langue originale : anglais
- Format : noir et blanc — 35 mm — 1,37:1 — son Mono
- Genre : Film d'aventure
- Durée : 227 minutes (ensemble des 12 épisodes), une version condensée en 79 minutes a été remontée pour la télévision
- Date de sortie : 
  - États-Unis : 1er août 1932

## Distribution
- Tully Marshall : Howard Edwards
- Conway Tearle : Stevens
- John Wayne : Larry Baker
- Shirley Grey : Gloria Stratton
- Edmund Breese : Frank Stratton
- Lloyd Whitlock : Walter Gray
- Al Bridge (en) : Carlson
- Matthew Betz : Tom Jordan
- Joseph W. Girard : Inspecteur Matthews
- James P. Burtis : Inspecteur Hemmingway
- Ernie Adams : Barney
- Charles King : Mike
- J. Farrell MacDonald : Jim Baker
- Al Ferguson : Sandy
- Glenn Strange : Jim

cascadeurs
- Yakima Canutt
- Bert Goodrich (de)
- Eddie Parker (en)